# Franciszek Coll
Franciszek Coll Guitart OP (ur. 18 maja 1812 r. w Gombrèn, niedaleko Gerony, w Hiszpanii – zm. 1875 r. w Vic) – duchowny hiszpański, dominikanin, założyciel Zgromadzenia Sióstr Dominikanek od Zwiastowania NMP.

## Życiorys
W roku 1828 wstąpił w Geronie do Dominikanów, ale siedem lat później zniesiono Zakon Kaznodziejski w Hiszpanii i Franciszek przeniósł się do seminarium diecezjalnego w Vic. W roku 1836 otrzymał święcenia kapłańskie. Spełniał następnie obowiązki wikarego w Puigsallosas, potem głosił z zapałem misje ludowe we wszystkich diecezjach Katalonii. W roku 1869 stracił wzrok, czego winą była apopleksja. Na stałe zamieszkał wtedy w Vic, gdzie został duchownym opiekunem wszystkich dominikanek. Zmarł 2 kwietnia 1875 r.
Beatyfikował go Jan Paweł II 29 kwietnia 1979 r. i kanonizował 11 października 2009 roku Benedykt XVI.